# Deutsche Rentenversicherung Braunschweig-Hannover

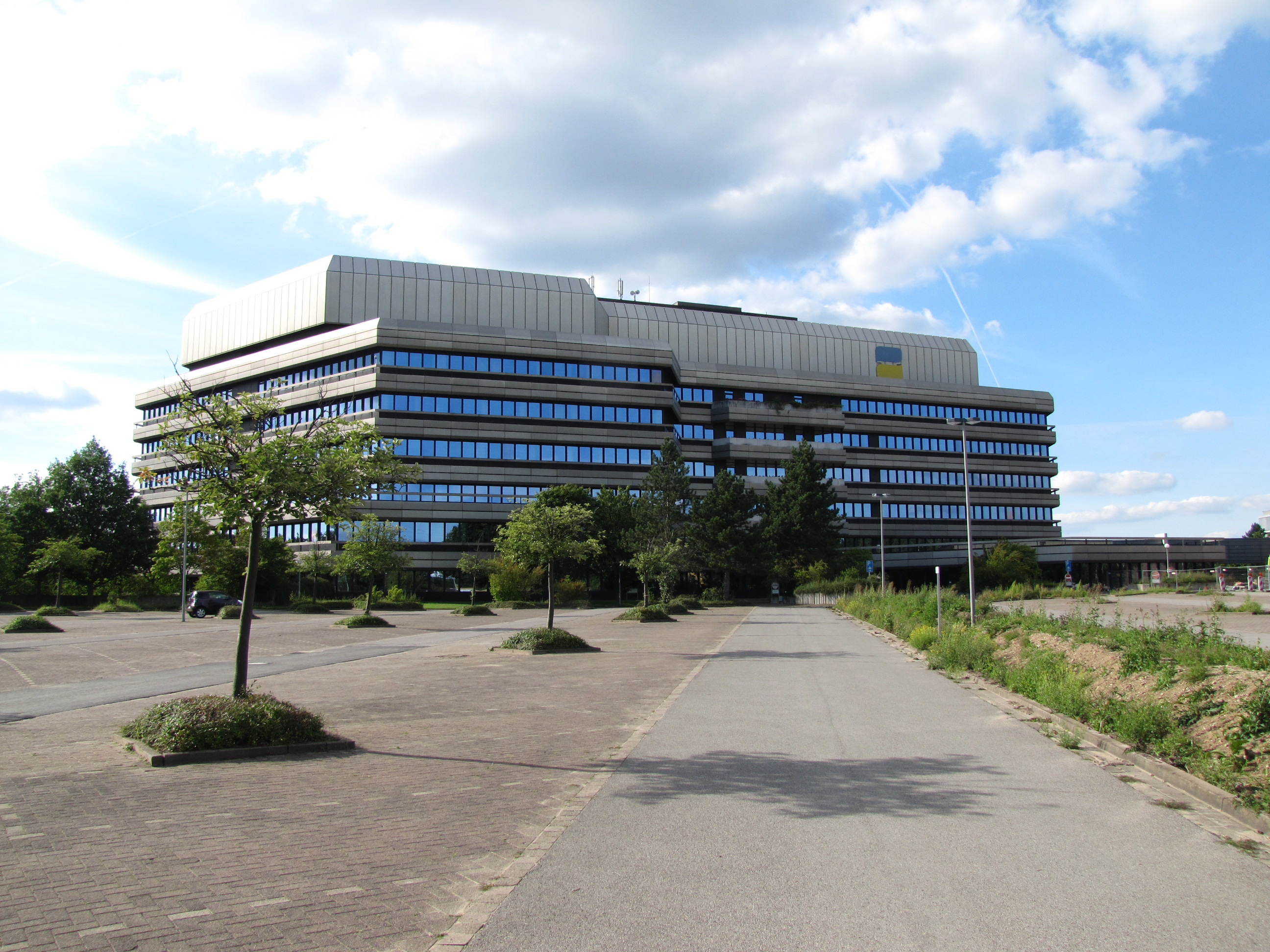
Ehemaliges und mittlerweile abgerissenes Verwaltungsgebäude der Deutschen Rentenversicherung Braunschweig-Hannover am Hauptsitz in Laatzen, Region Hannover, Niedersachsen, Deutschland

Die Deutsche Rentenversicherung Braunschweig-Hannover ist der Regionalträger der Deutschen Rentenversicherung in Niedersachsen. Sie ist Nachfolgerin der Landesversicherungsanstalt (LVA) Braunschweig-Hannover, die am 30. September 2005 aus der Fusion der LVAen Braunschweig und Hannover hervorging. Die Deutsche Rentenversicherung Braunschweig-Hannover ist Verbindungsstelle aller Regionalträger der Deutschen Rentenversicherung zu den Rentenversicherungen in Japan, den Philippinen und in der Republik Korea.
Mit rund 2.000 Beschäftigten betreut die Deutsche Rentenversicherung Braunschweig-Hannover ca. eine Million Rentner und zwei Millionen Versicherte.

## Leistungen
Als Träger der gesetzlichen Rentenversicherung leistet die Deutsche Rentenversicherung Braunschweig-Hannover Rehabilitationen, Renten bei verminderter Erwerbsfähigkeit, im Alter und wegen Todes sowie Beitragserstattungen und Abfindungen von Witwen- oder Witwerrenten. Zudem ist sie Ansprechpartnerin in allen Fragen zu Reha, Rente und Altersvorsorge.

## Organisation

Regionaler Zuständigkeitsbereich der Deutschen Rentenversicherung Braunschweig-Hannover

### Verwaltungssitz
Der Hauptsitz befindet sich in Laatzen, einen zweiten Sitz gibt es in Braunschweig.

### Auskunft und Beratung
Die Rentenversicherer haben auf Grund ihrer im Ersten Buch Sozialgesetzbuch (SGB I) verankerten Verpflichtungen  Auskunfts- und Beratungsstellen eingerichtet, in denen neutral, kostenlos und individuell in allen Fragen zu Rehabilitation und Rente beraten wird. Die Experten unterstützen bei der Antragstellung und beim Ausfüllen der Formulare, sie informieren auch wegweisend zu den Themen zusätzliche Altersvorsorge und Grundsicherung. Die Deutsche Rentenversicherung Braunschweig-Hannover unterhält Auskunfts- und Beratungsstellen in Braunschweig, Celle, Göttingen, Goslar, Hameln, Hannover, Hildesheim, Laatzen, Leer, Lüneburg, Osnabrück, Stade, Verden und Wolfsburg. Darüber hinaus werden Sprechtage in weiteren Orten angeboten.
Außerdem stehen für Antragstellungen und Auskünfte ehrenamtliche Versichertenälteste als "Helfer in der Nachbarschaft" bereit.

### Ärztliche Untersuchungsstellen
Die Mitarbeiter der Ärztlichen Untersuchungsstellen begutachten die Versicherten zur Prüfung, in welchem Umfang deren Leistungsvermögen eingeschränkt ist, ob dies durch Rehabilitationsmaßnahmen gebessert bzw. wiederhergestellt werden kann oder ob es so eingeschränkt ist, dass verminderte Erwerbsfähigkeit besteht. Ärztliche Untersuchungsstellen mit eigenem Personal unterhält die Deutsche Rentenversicherung Braunschweig-Hannover in Braunschweig, Hannover, Leer, Osnabrück und Stade.

### Rehabilitationskliniken
Die Deutsche Rentenversicherung Braunschweig-Hannover betreibt vier eigene Rehabilitationskliniken. Diese kooperieren zum Teil mit Rehabilitationskliniken anderer Träger der gesetzlichen Rentenversicherung am selben Ort.

#### Rehazentrum Bad Eilsen
Die Klinik in Bad Eilsen wird als Schwerpunktklinik für Orthopädie und Rheumatologie betrieben. Mit 365 Betten ist sie die größte Klinik der Deutschen Rentenversicherung Braunschweig-Hannover.

#### Reha-Zentrum Bad Pyrmont
In Bad Pyrmont bilden das Therapiezentrum Brunswiek als ehemalige Einrichtung der LVA Braunschweig, das Therapiezentrum Friedrichshöhe als ehemalige Kurklinik der LVA Hannover gemeinsam mit der zur Deutschen Rentenversicherung Bund gehörenden Klinik Weser das Reha-Zentrum Bad Pyrmont. Behandlungsschwerpunkte sind hier orthopädische, rheumatische und psychosomatische Erkrankungen.

#### Rehazentrum Oberharz
In Clausthal-Zellerfeld werden in dem im August 2011 neu eröffneten Rehazentrum Oberharz am Schwarzenbacher Teich Maßnahmen zur Rehabilitation nach Krebserkrankungen sowie bei psychosomatischen Erkrankungen durchgeführt. Die bis Sommer 2011 betriebenen Häuser Erbprinzentanne und Am Hasenbach wurden geschlossen.

#### Klinik Teutoburger Wald
In Bad Rothenfelde betreibt die Deutsche Rentenversicherung Braunschweig-Hannover die 1955 eröffnete Klinik Teutoburger Wald. Sie war eine der ersten Einrichtungen in der Bundesrepublik zur Rehabilitation nach Herzinfarkten. Neben Herz-Kreislauferkrankungen werden Stoffwechselerkrankungen, Atemwegserkrankungen sowie Begleiterkrankungen behandelt. Mit der von der Deutschen Rentenversicherung Westfalen betriebenen Klinik Münsterland existiert eine Kooperation.